# تیم ملی بسکتبال آرژانتین

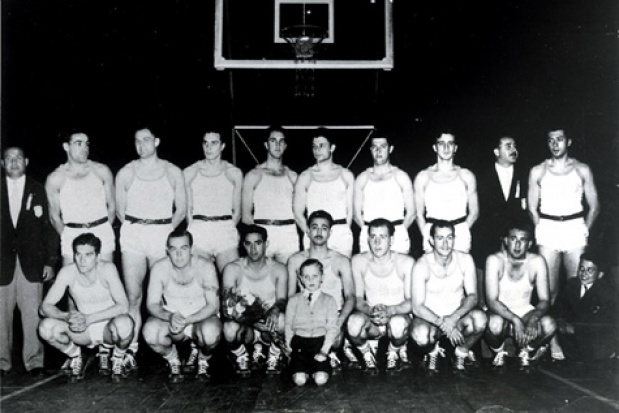

تیم ملی بسکتبال آرژانتین، نام تیم رسمی بزرگسالان کشور آرژانتین و از تیمهای برتر بسکتبال جهان است.
این تیم در رده‌بندی جهانی فیبا در سال ۲۰۱۲ در مقام سوم قرار داشت.

## تاریخچه
تمرین بسکتبال در آرژانتین در سال ۱۹۱۲ آغاز شد. آرژانتین اولین بازی بین‌المللی خود را برابر اروگوئه در سال ۱۹۲۱ انجام داد.
در سال ۱۹۵۰، آرژانتین پس از شکست فرانسه (دو بار)، برزیل، شیلی، مصر و آمریکا در مسابقات جام جهانی، اولین و تنها قهرمانی جهان خود را به دست آورد تا امروز، با تیمی که کاملاً توسط بازیکنان آماتور تشکیل شده باشد.

## بازیکنان کنونی
- لئناردو بولمارو
- گابریل دک
- پاتریسیو گارینو
- لوئیز اسکولا
- نیکولاس بروسینو
- تایاوک گالیزی
- مارکوس دلیا
- لوکا ویلدوزا
- فاکوندو کامپسو
- فرانسیسکو کافارو
- نیکولاس لاپروویتولا
- خوان پابلو واولت